# Défense contre les plongeurs

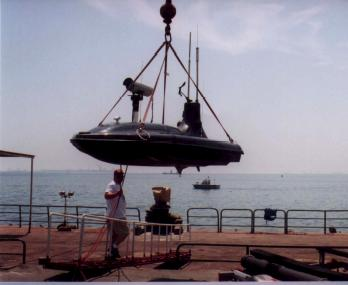
"OWL" Robot sous-marin utilisé pour la défense contre plongeurs

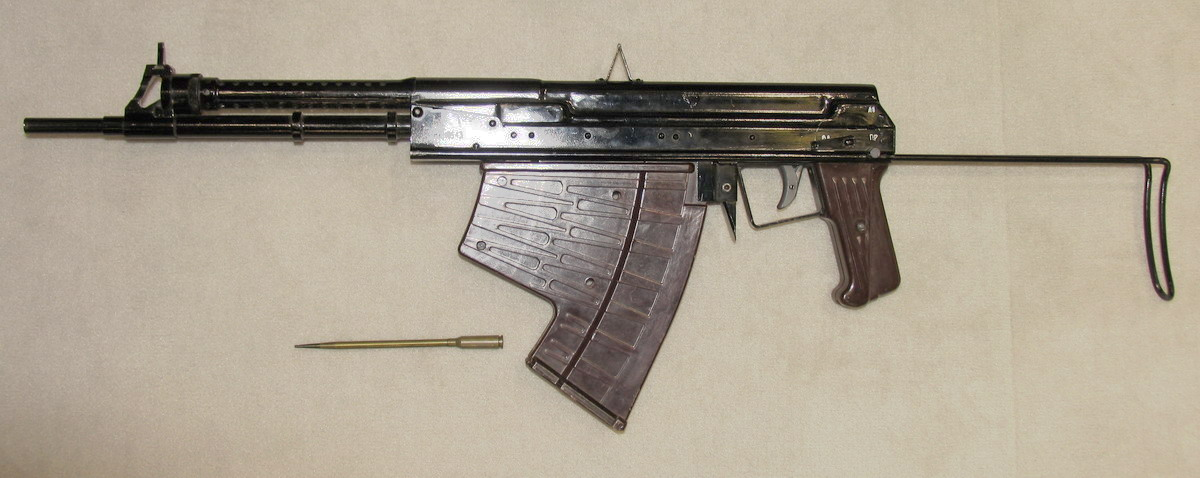
APS (fusil d'assaut sous-marin).

La défense contre les incursions de plongeurs ou nageurs sont des méthodes de sécurité développées pour protéger les embarcations, port et installations, ainsi que d'autres ressources sensibles dans ou à proximité des voies navigables vulnérables contre les menaces ou intrusions potentielles par nageur ou plongeur de combat.

## Risques et menaces
La nécessité d'une sécurité militaire sous-marine a été démontrée pendant la Seconde Guerre mondiale par les réalisations des nageurs de combat contre les installations des forces armées telles que les actions des hommes-grenouille italiens pendant la Seconde Guerre mondiale. Depuis la fin des années 1950, la demande et la disponibilité croissantes d'équipements de plongée sophistiqués ont également suscité des inquiétudes quant à la protection des précieux sites archéologiques sous-marins et des stocks de crustacés.
L'attentat contre l'USS Cole du 12 octobre 2000 n'a pas été effectué par des plongeurs sous-marins, mais a apporté une attention renouvelée à la vulnérabilité qu'ils présentent pour les navires de guerre. Les plongeurs peuvent nager de 100 à 200 mètres en trois minutes environ, et de grandes portées sonar seraient nécessaires autour des navires pour que les forces de sécurité détectent les nageurs sous-marins à temps pour apporter une réponse efficace.
Le programme de mammifères marins de l’U.S. Navy et ses équivalents visent entre autres à la défense contre les nageurs adverses.
La marine française utilise la grenade CNC (Contre Nageurs de Combat). 
Une arme à feu sous-marine ont d'abord été développées dans les années 1960 pendant la guerre froide comme moyen d'armer des plongeurs de combat mais également en défense contre ceux-ci.

## Dans le monde
- Russie Robot sous-marin Nerpa, détection et combat contre plongeurs[4]
- États-Unis OWL, détection de plongeurs